# Varigotti
Varigotti è una frazione del comune italiano di Finale Ligure in provincia di Savona. Conta circa 500 abitanti; fino al 1869 fu comune autonomo. Si trova nella Riviera delle Palme o Riviera di Ponente.

## Storia

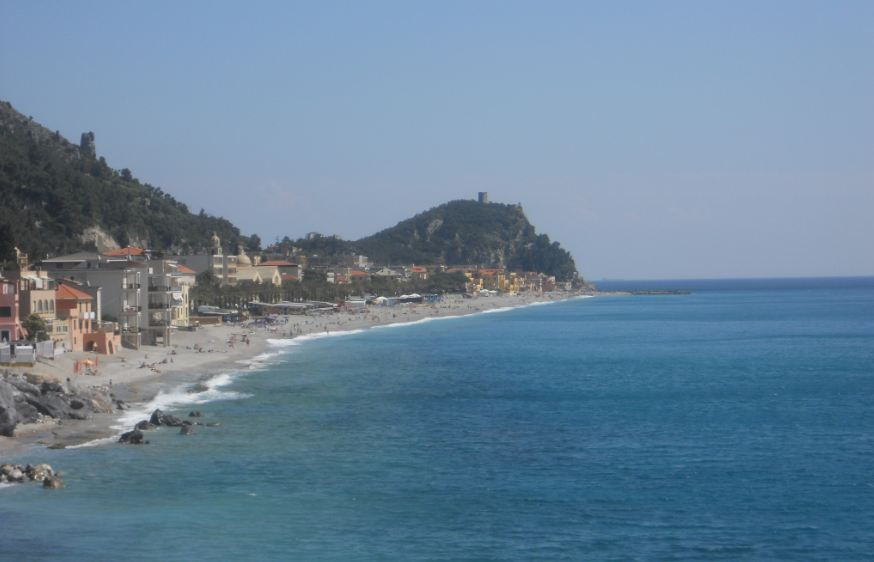
Panorama di Varigotti

Le origini di Varigotti sono da alcuni datate al II secolo d.C., e da altri all'epoca bizantina. A favore della prima ipotesi furono rinvenuti frammenti e tombe databili dal III al VII secolo nella chiesa di San Lorenzo.
Dopo la caduta dell'Impero romano il porto di Varigotti, collocato nell'odierna baia dei Saraceni, offriva un approdo sicuro per le navi bizantine che mantenevano i collegamenti con le fortificazioni ancora attive lungo l'Appennino ligure e le Alpi Marittime. L'orografia separava Varigotti e la vicina Noli dall'entroterra padano, proteggendole da possibili incursioni dei barbari. Il porto venne difeso con un castrum (fortificazione) bizantino collocato su Punta Crena, mentre gli edifici civili erano posti vicino al porto e sul versante orientale del promontorio (di cui ancora oggi rimane un muro perimetrale).

Questo insediamento fu distrutto dal re longobardo Rotari nel 643, quando spazzò i Bizantini dalla Riviera ligure. Varicottis, così era denominato l'allora centro militare e portuale, cadde in disuso poiché i Longobardi non possedevano una flotta. La distruzione fu riportata dal cronista, lo pseudo-Fredegario, che cita Varicotti al pari di Albenga, Savona, Genova, Oderzo e Luni.
"…Chrotarius cum exercito Genava maretema, albingano, Varicotti, Saona, Ubitergio et Lune civitates litore mares de imperio auferens, vastat, rumpit, incendio concremans. Populum deperit, spoliat, et captivitate condemnat. Murus civitatebus supscritis usque ad fundamento distruens, vicus has civitates nomenare praecipti".
Si ritiene che l'abitato stesso di Varigotti, fino all'interramento del porto (che sorgeva nell'odierna baia dei Saraceni) si trovasse sul versante est della montagna e sull'attigua selletta, dove sopravvivono resti medievali datati al XV secolo.
Varigotti, come tutta la costa della penisola italiana, subì a lungo la minaccia saracena. È stata sollevata l'ipotesi, priva di reali conferme, che Varigotti fosse stata per un certo tempo una delle basi sulla terraferma dei Saraceni del Frassineto. È possibile che, abbandonata dai Longobardi, Varicottis potesse aver fornito occasionale riparo ai Saraceni, finché non si fermarono stabilmente e si mescolarono alla popolazione locale. A sostegno di questa ipotesi viene citato l'insediamento di Ca' de Mori, una struttura abbarbicata su di un promontorio che possibilmente fu forte arabo, date le tecniche costruttive. I varigottesi furono tradizionalmente chiamati 'saraceni', un nome che può essere radicato nella permanenza saracena nel luogo.
L'eventuale permanenza saracena si sarebbe conclusa con la distruzione del Frassineto. Tutta la costa finalese diventò allora parte prima della marca aleramica e poi dei territori di Bonifacio Del Vasto. Nel 1127, i monaci cistercensi dell'Abbazia di Lerins si insediarono nella chiesa di San Lorenzo, un cenacolo monastico preesistente, probabilmente risalente al VII secolo.
Nel 1162 si costituì la marca di Savona, infeudata a Enrico Del Carretto, di cui Varigotti fu parte spesso contesa dal nascente comune di Noli. I monaci di Lerins rimasero fino al 1177, quando la chiesa divenne verosimilmente parrocchiale di Varigotti (non si hanno, infatti, notizie sulla chiesa sino al 1356).
Varigotti assume nuovamente importanza e prosperità grazie all'antico porto che diviene importante base di difesa e di attacco marittimo dei Del Carretto. Intanto, la popolazione cominciò a spostarsi dall'area del porto all'area a ponente del promontorio (dove sorge oggi l'abitato). Qui si formò una 'compagna', una libera associazione di uomini dei villaggi con potere corporativo. Allo stesso tempo, si costituì a ponente una nuova chiesa (Chiesa di San Lorenzo nuova) affiliata alla Pieve finalese, infatti la chiesa di San Lorenzo vecchia sopra il porto era ormai lontana dall'abitato. Dato lo spostamento a ponente della popolazione attuatosi in questo periodo si formano i nuclei abitati di Pino, Giardino, Chièn, Cà dei Mori, la Seva e la Monda e lo sviluppo dell'abitato nella striscia costiera.
Nei secoli successivi Finale Ligure si scontrò con la Repubblica di Genova. Dopo una sconfitta di Finale da parte di Genova, il porto di Varigotti venne interrato per opera dei genovesi nel 1341 (benché questo fatto sia controverso). Nei secoli successivi la sorte di Varigotti seguì quella del Finale e dei suoi scontri con Genova. Nel 1559, dopo un'invasione dei Turchi, si costruì la torre di vedetta in cima a Punta Crena. Nel 1582 Genova, signora di Noli, costruì una torretta tra Punta Crena e Capo Noli per segnare il confine tra i possedimenti. La torretta, detta delle Streghe, rimane oggi e segna tuttora il confine tra i due comuni. Nel 1602 il Finale passò sotto dominio spagnolo, e fu ceduto a Genova nel 1713.
La località venne costituita libero comune autonomo con il dominio napoleonico e la creazione della Repubblica Ligure. Nel 1853 Varigotti contava attorno ai 700 abitanti, soprattutto dediti alla pesca, all'agricoltura di olivi e agrumi e all'estrazione di pietra da una cava. Nel 1869, mentre fervevano i lavori di costruzione della linea ferroviaria Genova-Ventimiglia, Varigotti venne aggregata (non senza resistenze) al borgo di Finale Pia, assieme a Calvisio, anch'esso al tempo comune autonomo. Nel 1927 infine diventò parte integrante del neo costituito comune di Finale Ligure.
L'apertura della moderna via Aurelia nell'Otto-Novecento e l'esplodere del turismo di massa hanno portato all'espansione edilizia presente, fortunatamente quasi del tutto priva di "ecomostri", pur nell'estrema ristrettezza dello spazio disponibile, non più largo di 2-300 metri fra il mare e le ripide colline circostanti.
Fino a metà degli anni '60 del Novecento, nella spiaggia della baia dei Saraceni era ancora possibile il campeggio libero.
Tra Varigotti e Capo Noli la natura selvaggia della costa, con le pareti verticali di roccia franosa alte centinaia di metri, della collina sovrastante, era causa di manutenzioni continue per il tratto di ferrovia fuori galleria: dopo l'ennesima frana, che ebbe conseguenze mortali per due macchinisti nel 1949, in zona Malpasso, furono dopo questo incidente costruite all'imbocco delle due gallerie i paramassi visibili ancora oggigiorno. Nel 1977 fu attivata la nuova linea ferroviaria interna, situandola completamente in galleria. La vecchia stazione ora è proprietà privata, il tracciato che passava in paese è stato trasformato in parcheggio pubblico.

## Monumenti e luoghi d'interesse

### Monumenti civili
- il promontorio di Punta Crena, caratterizzato da un uliveto secolare che si affaccia sul mare, conserva un'antica torre (di avvistamento) saracena costruita nel 1559, al suo fianco sono presenti i resti di un convento.
- Rovine del Castrum bizantino, risalenti all'epoca bizantina a distrutte da Rotari.
- Molo, intitolato al regista Renato Castellani.

### Monumenti religiosi
- Chiesa parrocchiale di San Lorenzo, di forme barocche con campanile stile tardo gotico.
- Chiesa di San Lorenzo, sovrastante la baia dei Saraceni, di origini antichissime, fu la prima parrocchiale di Varigotti fino al 1586.
- Oratorio di Sant'Antonio Abate nel rione di Varigotti.

## Turismo
Varigotti è una rinomata meta turistica; il maggior flusso di villeggianti si registra nel periodo estivo.

## Cultura
- Un albo a fumetti della Disney-Mondadori, Paperino e la notte del Saraceno, è in gran parte ambientato a Varigotti, in particolar modo sulla torre d'avvistamento della collina. Di particolare l'albo ha anche la pubblicazione in lingua latina con il titolo Donaldus Anas atque nox saraceni.[9]
- Nel condominio "Filippo" è custodita una ceramica "Le Quattro Stagioni", opera dello scultore Felice Mina.
- Tra i villeggianti noti del passato, la scrittrice Gina Lagorio, a cui è dedicata una spiaggia. Tra quelli più recenti, la conduttrice televisiva Michelle Hunziker.[10]
- I primi capitoli del romanzo Ma, insomma, che cosa vuoi? di V.A. Kočetov (Edizioni Samonà e Savelli, 1970) sono ambientati a Varigotti e dintorni.
- Le scene finali della fiction Blanca, andata in onda su Rai 1 nel mese di dicembre 2021, sono state girate alla torre di Punta Crena di Varigotti.

## Galleria d'immagini

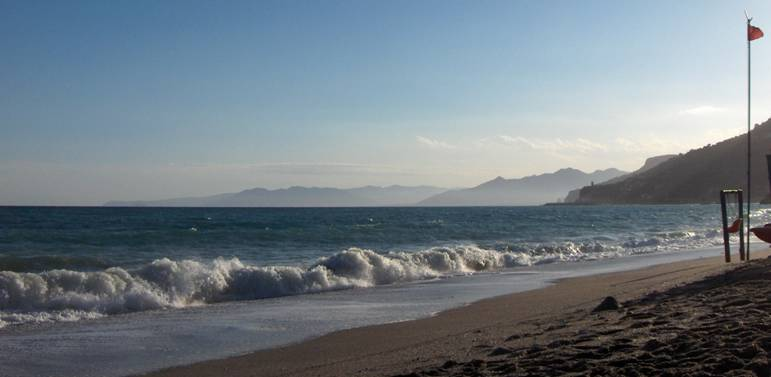
Riviera di Ponente vista dalla spiaggia di Varigotti
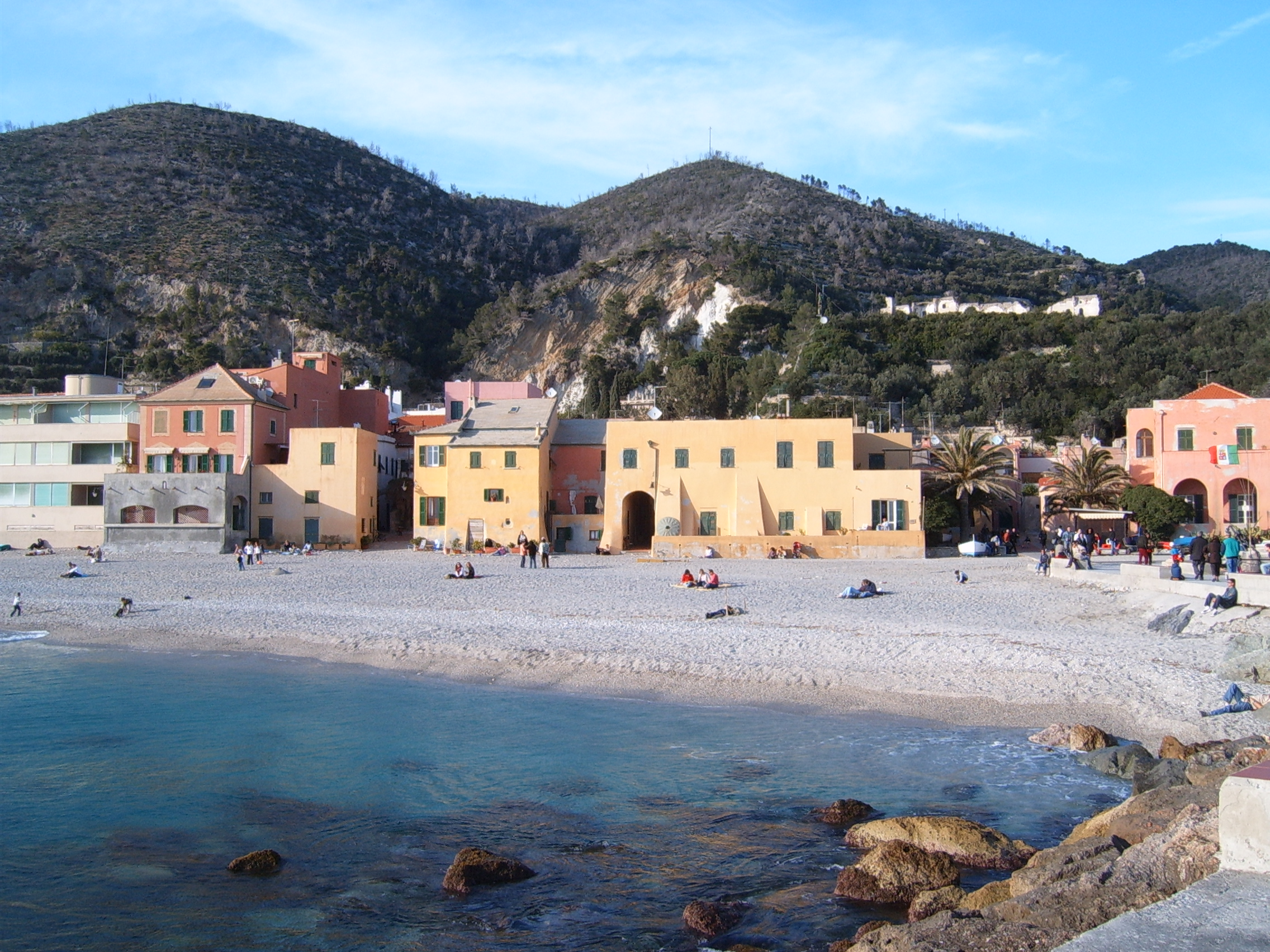
Il borgo vecchio visto dal molo
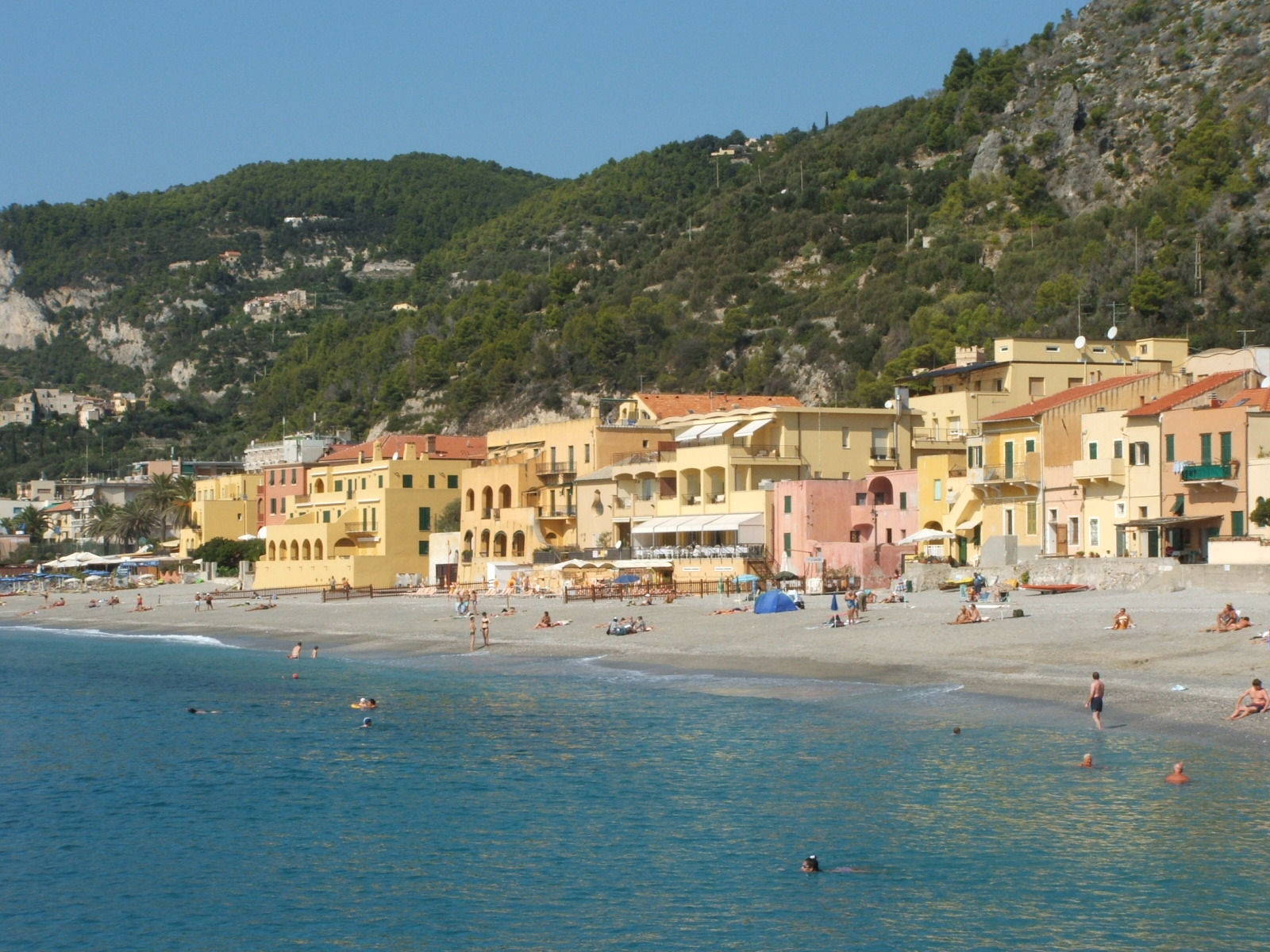
Panoramica sul borgo vecchio
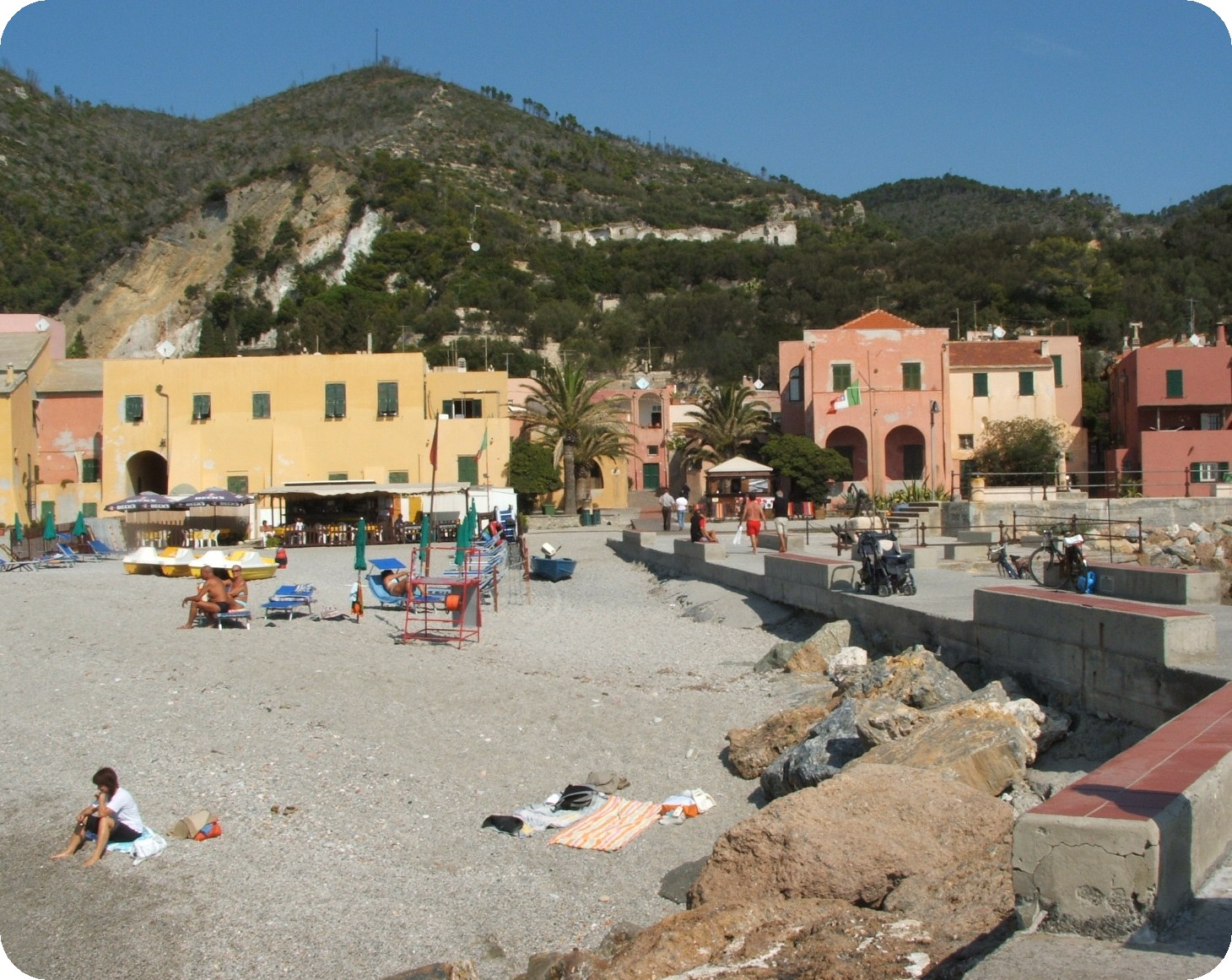
Il molo intitolato al regista Renato Castellani
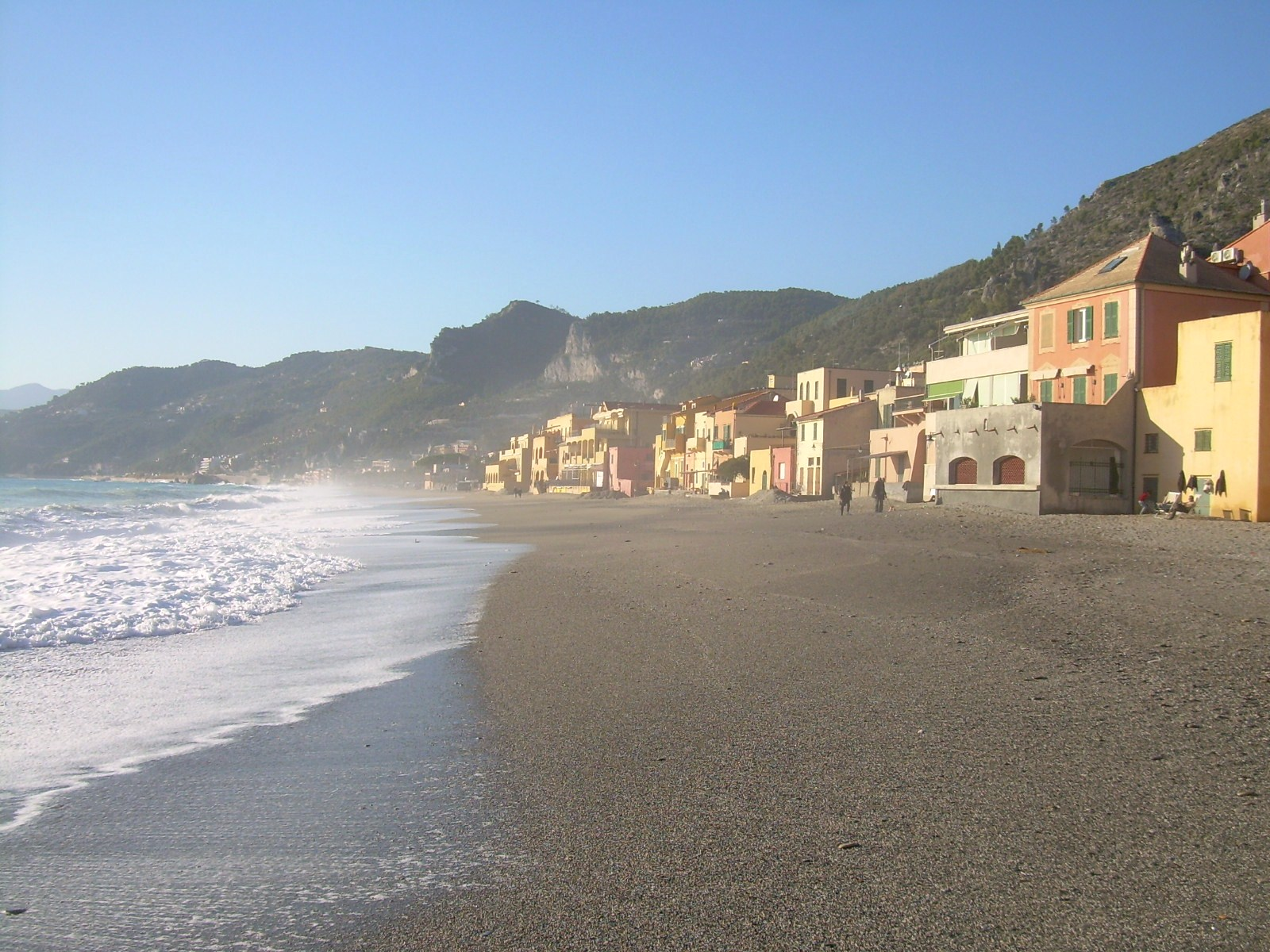
Il mare in inverno a Varigotti
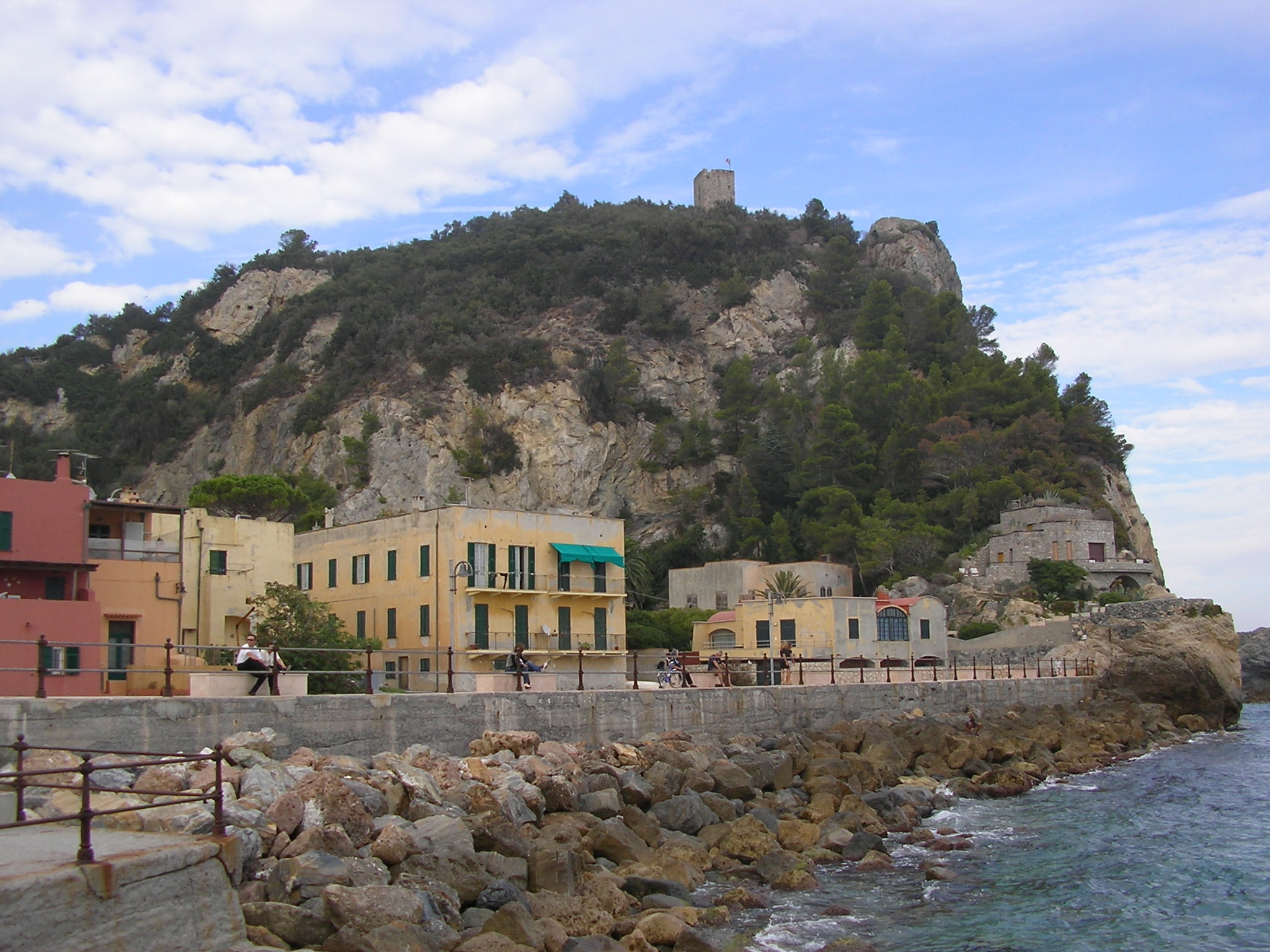
Varigotti e il promontorio

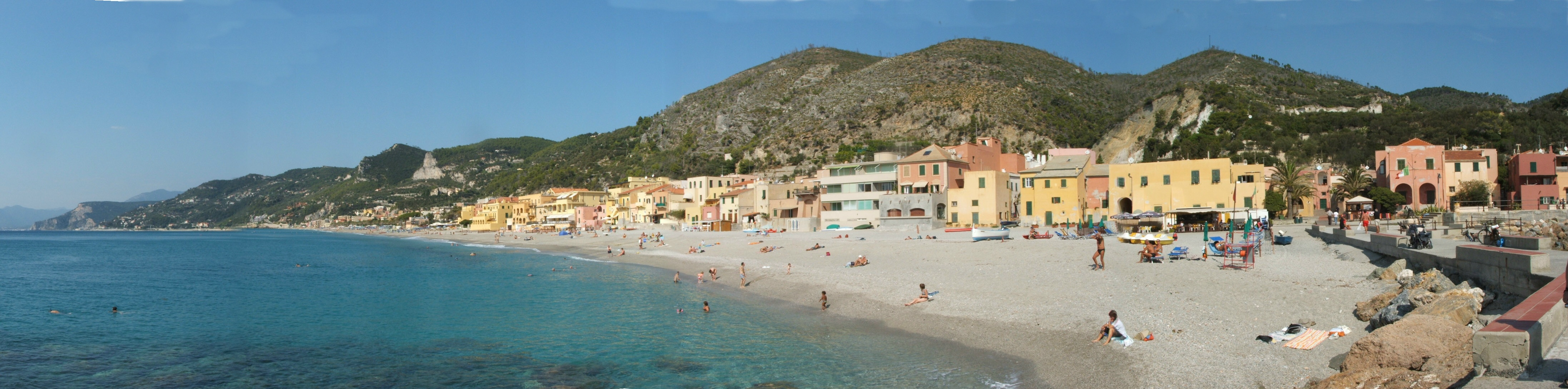
Varigotti, immagine panoramica della spiaggia vista dal molo intitolato al regista Renato Castellani (settembre 2007)